# 道南いさりび鉄道線
道南いさりび鉄道線（どうなんいさりびてつどうせん）は、北海道函館市の五稜郭駅から上磯郡木古内町の木古内駅までを結ぶ道南いさりび鉄道の鉄道路線である。駅ナンバリングで使われる路線記号はsh（五稜郭駅を除く）。
元は北海道旅客鉄道（JR北海道）の江差線で、2016年（平成28年）3月26日の北海道新幹線新青森駅 - 新函館北斗駅間開業の際に並行在来線として経営分離された。整備新幹線開業に伴う並行在来線の第三セクター鉄道への経営移管は、2016年時点で最北、北海道初で、本州以外では九州の肥薩おれんじ鉄道線に次ぐ2例目。また、JR北海道時代江差線は分類上地方交通線であり、地方交通線がいわゆる並行在来線として第三セクター鉄道に転換されるのは初の事例である。JR北海道時代から引き続き、函館都市圏輸送を担っている。
定期旅客線としては木古内駅が終端となっており、海峡線へ直通する定期旅客列車は運転されていない。また、五稜郭駅 - 函館駅間はJR北海道の函館本線に直通運転している。
日本貨物鉄道（JR貨物）は、経営移管後も引き続き全線にわたって第二種鉄道事業者となっており、青函トンネルを経て北海道と本州を結ぶ貨物輸送を行っている。

## 路線データ
- 管轄・路線距離（営業キロ）：
  - 道南いさりび鉄道（第一種鉄道事業者）
    - 五稜郭駅 - 木古内駅間 37.8 km[1][2][報道 1]

  - 日本貨物鉄道（第二種鉄道事業者）
    - 函館貨物駅 - 木古内駅間 37.8 km[3]
- 軌間：1,067 mm（狭軌）
- 駅数：13駅（起終点駅含む）
  - 旅客駅：12駅
  - 貨物駅：1駅
  - 信号場数：1か所
- 複線区間：なし（全線単線）
- 電化区間：全線・交流20,000 V・50 Hz
  - ただし、木古内駅函館方にあるき電区分所（交交セクション）から木古内駅構内までの間は、海峡線と同様、移管直前の2016年（平成28年）3月22日より交流25,000V・50Hzに昇圧されている。
- 閉塞方式：単線自動閉塞式
- 交換可能な駅は「駅一覧」の節を参照。

## 歴史
軽便鉄道法により計画され、1913年（大正2年）9月15日に上磯軽便線として開業した五稜郭駅 - 上磯駅間の鉄道（実際の軌間は1,067 mm）を、1930年（昭和5年）から1936年（昭和11年）にかけて檜山郡江差町の江差駅まで延長したもので、改正鉄道敷設法別表第129号前段に規定する予定線（「渡島國上磯ヨリ木古内ヲ經テ江差ニ至ル鐵道」）である。1936年（昭和11年）11月10日に江差駅まで開通し江差線となった。2014年（平成26年）5月12日に木古内駅 - 江差駅間が部分廃止されている。江差線時代には函館本線、海峡線、東日本旅客鉄道（JR東日本）津軽線と共に青函連絡路線（津軽海峡線の一部）として機能し、特急「白鳥」・「スーパー白鳥」や、急行「はまなす」などの優等列車が運転されていた。
北海道新幹線の新青森駅 - 新函館北斗駅間の開業に伴い、2016年（平成28年）3月26日に並行在来線区間となる五稜郭駅 - 木古内駅間が道南いさりび鉄道へ移管され、道南いさりび鉄道線となった。北海道の第三セクター鉄道路線としては、1989年（平成元年）6月4日にJR北海道から北海道ちほく高原鉄道へ移管されたふるさと銀河線（旧・池北線）が2006年（平成18年）4月21日に廃止されて以来、約10年ぶりとなる。

### 年表
- 2015年（平成27年）
  - 3月2日：北海道旅客鉄道（JR北海道）が江差線の五稜郭駅 - 木古内駅間の廃止届を国土交通省に提出[報道 2][報道 3][新聞 1]。
  - 6月29日：道南いさりび鉄道が同年3月27日に申請していた[報道 4][新聞 2]、五稜郭駅 - 木古内駅間 (37.8 km) の第一種鉄道事業許可を、国土交通省が認可[報道 5][報道 6]。
- 2016年（平成28年）
  - 3月26日：江差線の五稜郭駅 - 木古内駅間 (37.8 km) がJR北海道から道南いさりび鉄道に移管され[報道 7]、「道南いさりび鉄道線」に改称[報道 4]。

## 運行形態
当路線は江差線時代に海峡線が開業して以降全線が電化されているが、普通列車については上磯駅・木古内駅等一部に非電化の旅客ホームがあることや、かつて存在した木古内駅 - 江差駅間が非電化であったことから、JR北海道時代よりすべて気動車で運転されている。加えて北海道新幹線開業後、木古内駅構内の架線は海峡線と同時に交流20,000V・50Hzから25000V・50Hzへ昇圧され、通常の在来線交流電気車両が入線できなくなっており、道南いさりび鉄道線区間に入る電気車両は当面、20,000V・25,000V双方の電圧に対応した複電圧車であるEH800形電気機関車および、E001形「TRAIN SUITE 四季島」のみとなっている。
また本路線の本来の起点は五稜郭駅となっているが、海峡線開通後に五稜郭から木古内方面に向かう列車が上りに改められており、現在もこれを踏襲している。

### 旅客輸送
全線運行の列車と上磯駅発着の区間列車が、約1時間に1本ずつおおむね交互に設定されている。五稜郭駅発着の列車はなく、全列車が函館本線の函館駅まで乗り入れている。定期列車はすべてワンマン運転であり、函館駅・五稜郭駅を除き車内での運賃収受が行われる。先述の通りすべて気動車での運行で、JR北海道から譲渡されたキハ40形が用いられている。
かつては津軽線・海峡線・函館本線とともに津軽海峡線を形成し本州と北海道を連絡する列車が運転されていたが、移管後は定期旅客列車における海峡線および函館本線の五稜郭以北との直通運転は行われていない。
なお、江差線時代は一部の列車が土休日運休となっていたが、移管後は全列車が毎日運転されている。

### 貨物輸送

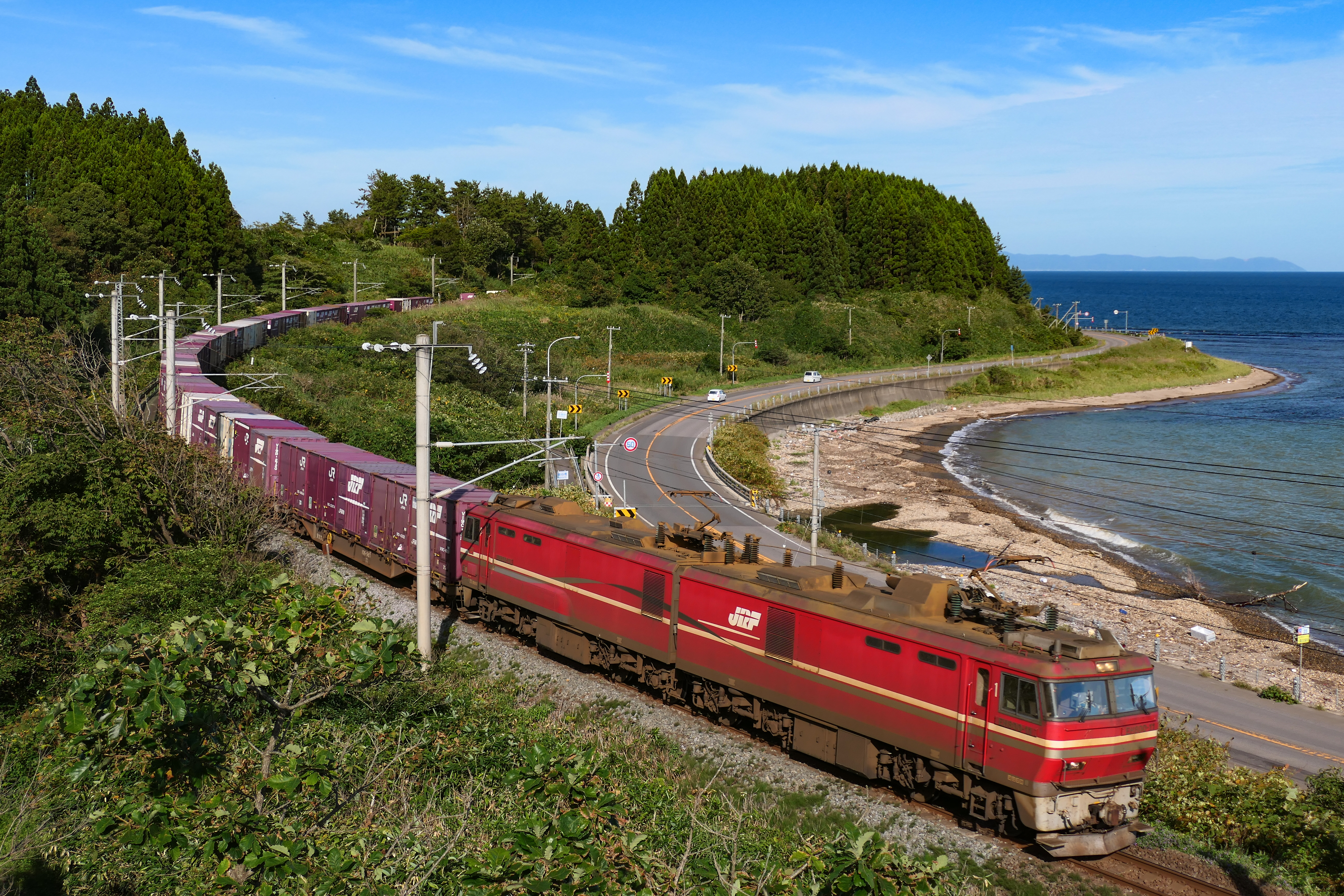
EH800形電気機関車による高速貨物列車
（2022年9月 渡島当別駅 - 釜谷駅間）

青森信号場から五稜郭駅（函館貨物駅）へ至る路線として、全線でJR貨物による貨物列車が運行されている。コンテナ車で編成された高速貨物列車のみ運転され、専用貨物列車は定期列車としては存在しない。本数は下り（五稜郭方面行き）・上り（木古内方面行き）ともに21本である。貨物駅である函館貨物駅を除き、駅における貨車の連結作業はない。
牽引機は、五稜郭機関区に所属するEH800形電気機関車である。

## 利用状況
経営計画上では平成27年度は利用客数を2,148人／日を見込んでいた。一方で、転換当初の2016年3月 - 5月の間の利用客数は2,000 - 2,300人／日となっており、ほぼ想定通りであった。

### 輸送実績
道南いさりび鉄道線の近年の輸送実績を下表に記す。表中、最高値を赤色で、最高値を記録した年度以降の最低値を青色で、最高値を記録した年度以前の最低値を緑色で表記している。
| 年度別輸送実績     | 年度別輸送実績                  | 年度別輸送実績                  | 年度別輸送実績                  | 年度別輸送実績                  | 年度別輸送実績  | 年度別輸送実績                              |
| 年 度              | 輸送実績（乗車人員）：万人/年度 | 輸送実績（乗車人員）：万人/年度 | 輸送実績（乗車人員）：万人/年度 | 輸送実績（乗車人員）：万人/年度 | 輸送密度 人/1日 | 特記事項                                    |
| ------------------ | ------------------------------- | ------------------------------- | ------------------------------- | ------------------------------- | --------------- | ------------------------------------------- |
| 年 度              | 通勤定期                        | 通学定期                        | 定期外                          | 合計                            | 輸送密度 人/1日 | 特記事項                                    |
| 2015年（平成27年） | 0.2                             | 0.2                             | 1.0                             | 1.4                             | 819             | 北海道旅客鉄道から移管・開業（6日間の数字） |
| 2016年（平成28年） | 16.3                            | 31.5                            | 24.8                            | 72.6                            | 575             |                                             |
| 2017年（平成29年） | 15.5                            | 29.7                            | 23.1                            | 68.3                            | 531             |                                             |
| 2018年（平成30年） | 15.2                            | 27.6                            | 23.0                            | 65.8                            | 512             |                                             |
| 2019年（令和元年） | 14.6                            | 27.3                            | 21.4                            | 63.3                            | 479             |                                             |
| 2020年（令和2年）  | 11.7                            | 24.1                            | 16.5                            | 52.3                            | 417             |                                             |

鉄道統計年報運輸成績表（国土交通省）より抜粋。

## 使用車両
全ての定期旅客列車が自社保有の気動車キハ40形で運行されている。内2両はイベント対応車「ながまれ号」で、特別運行のない日には他車と共通運用されている。
貨物列車については、この区間ではすべてJR貨物の電気機関車EH800形が牽引している。2016年と2017年に運行されたJR東日本の団体専用列車「カシオペアクルーズ」についても本機が牽引していた。

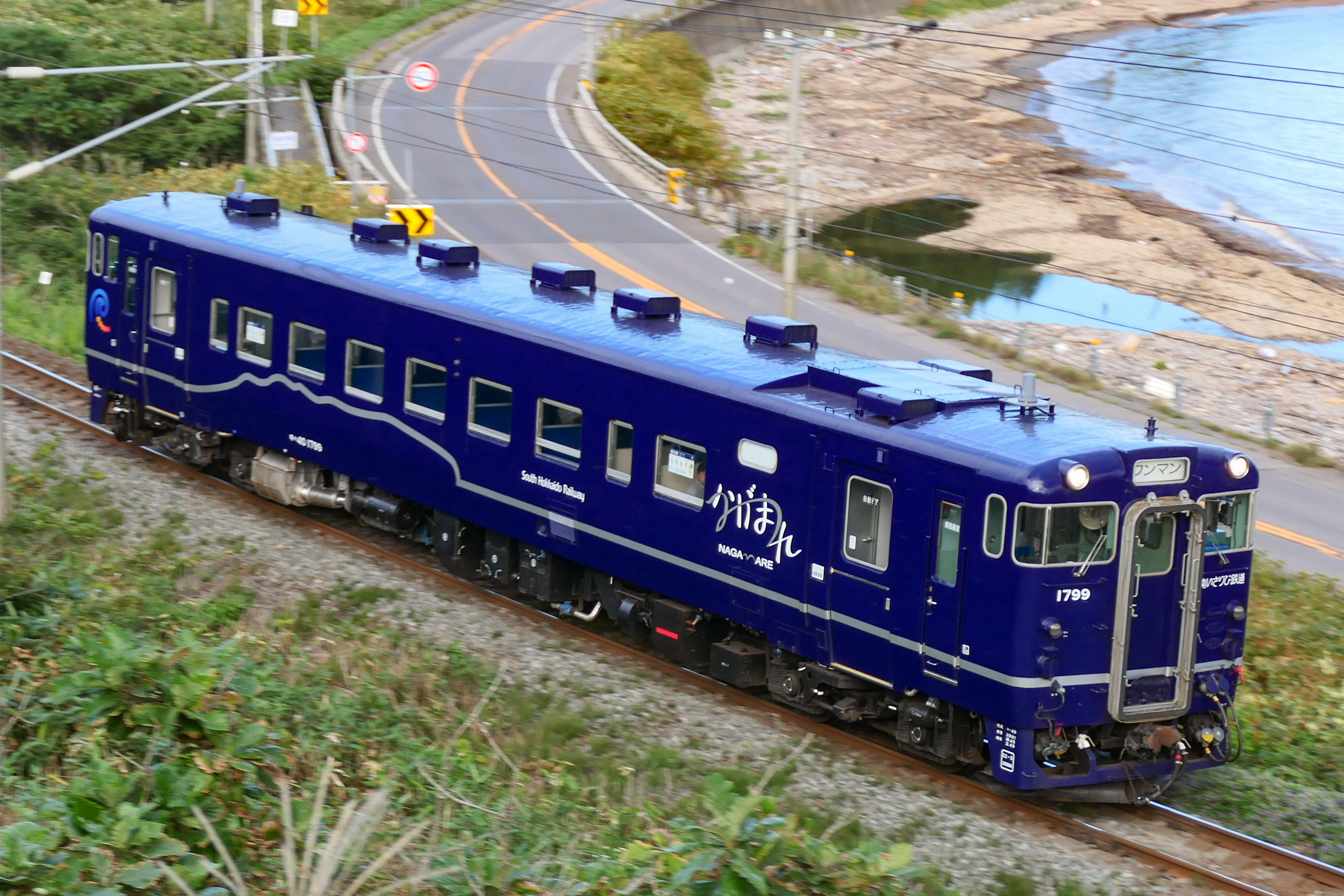
「ながまれ号」用のキハ40形 （2022年9月 渡島当別駅 - 釜谷駅間）
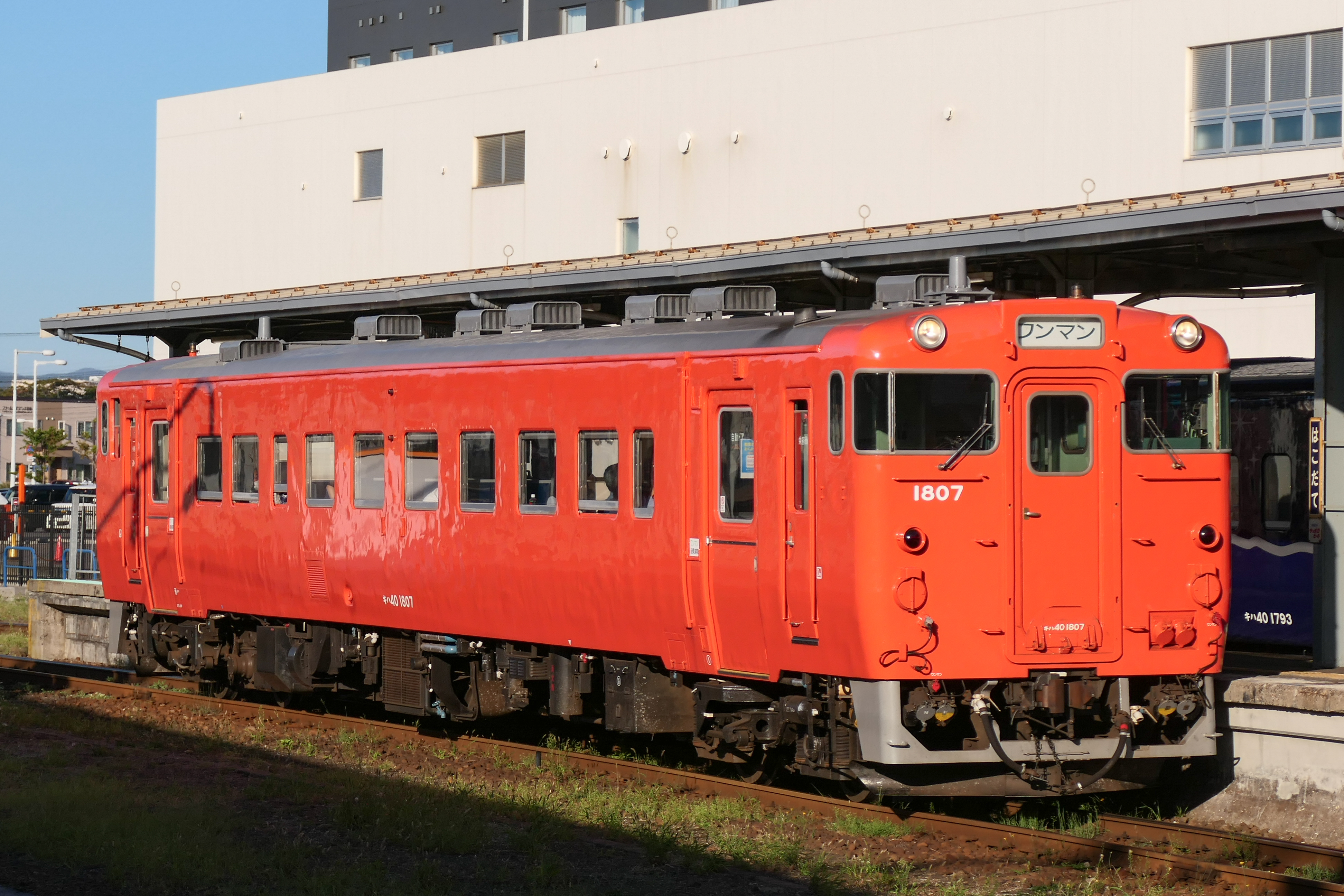
一般用のキハ40形 （2022年9月 函館駅）

## 駅一覧
起点駅である五稜郭駅側から（ただし、便宜上、五稜郭側の旅客列車が直通する函館駅からの区間を）順に記載。列車は、函館駅発の列車が上り列車となる。
- 路線名…函館本線：北海道旅客鉄道函館本線
- （貨）：貨物専用駅
- 累計営業キロは五稜郭駅からのもの。
- 全列車普通列車。すべての旅客駅に停車。
- 線路（道南いさりび鉄道線内は全線単線） … ◇・∨・∧：列車交換可能、｜：列車交換不可、∥：複線（函館本線内）
- 全駅北海道渡島管内に所在。

| 路線名             | 架線 電圧 | 駅番号                                | 駅名             | 営業キロ | 営業キロ                             | 接続路線                                      | 線路            | 所在地 |
| 路線名             | 架線 電圧 | 駅番号                                | 駅名             | 駅間     | 累計                                 | 接続路線                                      | 線路            | 所在地 |
| ------------------ | --------- | ------------------------------------- | ---------------- | -------- | ------------------------------------ | --------------------------------------------- | --------------- | ------ |
| 函館本線           | 20kV      | H75                                   | 函館駅           | -        | 3.4                                  | 函館市電：本線・大森線 …函館駅前停留場 (DY17) | ∥               | 函館市 |
| 函館本線           | 20kV      |                                       | （貨）函館貨物駅 | 3.4      | 0.0                                  |                                               | ∥               | 函館市 |
| 函館本線           | 20kV      | H74                                   | 五稜郭駅         | 3.4      | 0.0                                  | 北海道旅客鉄道：■函館本線（長万部方面）       | ∨               | 函館市 |
| 道南いさりび鉄道線 | 20kV      | H74                                   | 五稜郭駅         | 3.4      | 0.0                                  | 北海道旅客鉄道：■函館本線（長万部方面）       | ∨               | 函館市 |
| sh11               | 20kV      | 七重浜駅                              | 2.7              | 2.7      |                                      | ◇                                             | 北斗市          |        |
| sh10               | 20kV      | 東久根別駅                            | 2.6              | 5.3      |                                      | ｜                                            | 北斗市          |        |
| sh09               | 20kV      | 久根別駅                              | 1.2              | 6.5      |                                      | ◇                                             | 北斗市          |        |
| sh08               | 20kV      | 清川口駅 （北斗市役所・かなで〜る前） | 1.1              | 7.6      |                                      | ｜                                            | 北斗市          |        |
| sh07               | 20kV      | 上磯駅                                | 1.2              | 8.8      |                                      | ◇                                             | 北斗市          |        |
|                    | 20kV      | 矢不来信号場                          | -                | 14.3     |                                      | ◇                                             | 北斗市          |        |
| sh06               | 20kV      | 茂辺地駅                              | 8.8              | 17.6     |                                      | ◇                                             | 北斗市          |        |
| sh05               | 20kV      | 渡島当別駅 （トラピスト修道院入口）   | 5.0              | 22.6     |                                      | ◇                                             | 北斗市          |        |
| sh04               | 20kV      | 釜谷駅                                | 4.9              | 27.5     |                                      | ◇                                             | 上磯郡 木古内町 |        |
| sh03               | 20kV      | 泉沢駅                                | 3.1              | 30.6     |                                      | ◇                                             | 上磯郡 木古内町 |        |
| sh02               | 20kV      | 札苅駅                                | 3.4              | 34.0     |                                      | ◇                                             | 上磯郡 木古内町 |        |
| 25kV               | sh01      | 木古内駅 （北海道新幹線 乗換駅）      | 3.8              | 37.8     | 北海道旅客鉄道：北海道新幹線・海峡線 | ∧                                             | 上磯郡 木古内町 |        |

JR北海道時代は2007年10月1日から実施された駅ナンバリングの対象外となっていたが、移管に当たり木古内駅を起点にshの記号でナンバリングされた。五稜郭駅については函館本線としてナンバリングがなされていたため、それを踏襲している。

## 並行道路
- 北海道道530号上磯停車場線
  - 北海道北斗市飯生2丁目（JR上磯駅前） - 北海道北斗市飯生2丁目（上磯駅前交差点＝国道228号交点）間

- 国道228号（国道280号重複）
  - 北海道北斗市飯生2丁目（北海道道530号上磯停車場線交点） - 北海道上磯郡木古内町字本町（＝北海道道5号江差木古内線交点）間

- 北海道道5号江差木古内線
  - 北海道上磯郡木古内町本町（＝国道228号交点） - 北海道上磯郡木古内町本町（北海道道383号木古内停車場線交点）間

- 北海道道383号木古内停車場線
  - 北海道上磯郡木古内町本町（北海道道5号江差木古内線交点） -  北海道上磯郡木古内町本町（江差線・海峡線木古内駅）間